# Неделин, Митрофан Иванович
Митрофа́н Ива́нович Неде́лин (27 октября [9 ноября] 1902, Борисоглебск, Тамбовская губерния — 24 октября 1960, Байконур) — советский военачальник. Первый главнокомандующий ракетными войсками СССР (1959—1960), Командующий артиллерии Советской Армии (1950—1952). Внёс большой вклад в создание РВСН, разработку, испытание и принятие на вооружение ракетно-ядерного оружия; главный маршал артиллерии (08.05.1959). Герой Советского Союза (28.04.1945); кандидат в члены ЦК КПСС (1952—1960); депутат Верховного Совета СССР IV и V созывов.

## Биография

### До Великой Отечественной войны
По одной из версий, происходил из дворянского рода Неделиных. По другой версии, родился в рабочей семье, что объясняет выбор начально-приходской школы, где мальчик учился с 1909 по 1913 годы. По третьей версии, из семьи приказчика в купеческой лавке (в 1907 году отец умер). Поскольку у овдовевшей матери на руках было четверо малолетних детей, Митрофана взял в свой дом его дед, ранее служивший в артиллерии и своими рассказами зародивший у ребёнка интерес к ней. В 1913 году окончил церковно-приходскую школу. До 1917 года учился в Липецком реальном училище (не окончил, так как после революции учился в вечерней школе 2-й степени), затем работал в железнодорожных мастерских.
В РККА с марта 1920 по 1923 годы, участник гражданской войны, красноармеец; член РКП(б) с 1924 года. Вновь призван в РККА в 1924 году.
Окончил артиллерийские курсы усовершенствования комсостава (1929 и 1934 годы) и академические курсы усовершенствования комсостава (1941 год). Служил командиром артиллерийской батареи, командиром дивизиона, начальником штаба артиллерийского полка.
С конца 1937 года по март 1939 года участвовал добровольцем в гражданской войне в Испании на стороне республиканского правительства.
С сентября 1939 по 1940 год командовал 13-м артиллерийским полком 1-й мотострелковой дивизии, затем был начальником артиллерии 160-й стрелковой дивизии.
В 1939-1940 годах участвовал в Советско-финской войне.

### Великая Отечественная война
Перед началом войны 30 апреля 1941 года назначен командиром формировавшейся на Украине 4-й противотанковой артиллерийской бригады. В начале войны бригада была придана 18-й армии Южного фронта и участвовала в приграничном оборонительном сражении в Молдавии и в Тираспольско-Мелитопольской оборонительной операции. В этих сражениях бригада удерживала рубеж по реке Днестр, затем рубеж Каменец-Подольского укрепрайона, далее отходила с боями на Южный Буг, нанося противнику большие потери. После её расформирования в сентябре 1941 года служил заместителем начальника и начальником артиллерии армии на Южном и Северо-Кавказском фронтах (1941—1943 гг.); заместителем командующего артиллерии Северо-Кавказского фронта и командиром артиллерийского корпуса (1943 г.); командующим артиллерии Юго-Западного и 3-го Украинского фронтов (1943—1945 г.).
В 1945 году удостоен звания Герой Советского Союза.

### Послевоенный период
С 1945 по 1946 год — командующий артиллерией Южной группы войск, с 1946 по 1948 год — начальник штаба артиллерии Вооружённых сил СССР, с 15 ноября 1948 по 26 марта 1950 года — начальник Главного артиллерийского управления Советской армии — первый заместитель командующего артиллерией Вооружённых сил СССР.
С 26 марта 1950 года по 17 января 1952 года — командующий артиллерией Вооружённых сил СССР. С января 1952 по апрель 1953 года — заместитель военного министра СССР по вооружению. С 23 апреля 1953 по 21 марта 1955 года — вновь командующий артиллерией Вооружённых сил СССР.
С 21 марта 1955 года по 17 декабря 1959 года — заместитель министра обороны СССР по специальному вооружению и реактивной технике, с 17 декабря 1959 года — главнокомандующий ракетными войсками стратегического назначения. Неделин внёс большой вклад в создание ракетных войск стратегического назначения, разработку, испытание и принятие на вооружение ракетно-ядерного оружия и в начальный этап советской космонавтики.
С 1952 года — кандидат в члены ЦК КПСС. Депутат Верховного совета СССР IV и V созывов (1954—1960).

### Гибель
Погиб 24 октября 1960 года на 41-й стартовой площадке Байконура при взрыве ракеты Р-16 на испытаниях. Госкомиссия поехала на измерительный пункт ИП-1Б полигона, где для неё была построена веранда. Однако, когда объявили очередную задержку, маршал Неделин отправился на старт, желая лично разобраться, что там происходит. Ему поставили кресло вблизи ракеты у отбойной стенки, чуть далее на диване разместились члены Госкомиссии.
Неделин, увидев у ракеты множество людей, приказал удалить лишних. С площадки ушли расчёты боевой части и наблюдатели от различных ведомств — всего около сотни человек, которых отправили автобусами и грузовиками в район эвакуации.
Всего при взрыве погибло 74 человека и ещё четверо умерли в результате сильных ожогов и отравления парами гептила. Температура горения была столь высока, что, по свидетельству бывшего начальника космодрома Александра Курушина, от маршала Неделина остался только тёмный след на асфальте возле ракеты. Были найдены оплавившаяся Золотая Звезда Героя Советского Союза, один его погон и наручные часы.
Инцидент был засекречен — официально было объявлено о гибели только самого Неделина в авиакатастрофе. Останки маршала Неделина были захоронены в некрополе у Кремлёвской стены на Красной площади в Москве.
Указом президента России от 20 декабря 1999 вместе с личным составом боевого расчёта подготовки ракеты Р-16 награждён орденом Мужества.

## Воинские звания
- майор (13.01.1936 г.);
- полковник (05.03.1939 г.);
- генерал-майор артиллерии (01.03.1942 г.);
- генерал-лейтенант артиллерии (25.09.1943 г.);
- генерал-полковник артиллерии (03.04.1944 г.);
- маршал артиллерии (04.08.1953 г.);
- главный маршал артиллерии (08.05.1959 г.).

## Награды
- медаль «Золотая Звезда» Героя Советского Союза № 5442 (28.04.1945 г.)[14]
- орден Мужества (1999, посмертно; Российская Федерация)
- пять орденов Ленина (13.09.1944 г., 28.04.1945 г., 06.05.1946 г., 20.04.1956 г., 21.12.1957 г.)
- четыре ордена Красного Знамени (22.02.1939 г., 13.12.1942 г., 03.11.1944 г., 15.11.1950 г.)
- орден Суворова I степени (19.03.1944 г.)
- орден Кутузова I степени (26.10.1943 г.)
- орден Богдана Хмельницкого I степени (18.11.1944 г.)
- орден Отечественной войны I степени (03.11.1944 г.)
- орден «Знак Почёта» (16.08.1936 г.)
- медали: «За взятие Будапешта» (1945 г.), «За взятие Вены» (1945 г.), «За освобождение Белграда» (1945 г.), «За победу над Германией в Великой Отечественной войне 1941—1945 гг.» (1945 г.), «XX лет Рабоче-Крестьянской Красной Армии» (1938 г.), «30 лет Советской Армии и Флота» (1948 г.), «40 лет Вооружённых Сил СССР» (1957 г.)

иностранные ордена и медали
- орден «За военные заслуги» I степени (Болгария, 12.06.1945)
- орден Венгерской свободы II степени (Венгрия)
- Орден Заслуг Венгерской Республики II степени (Венгрия)
- орден Партизанской звезды I степени (Югославия)
- медаль «Китайско-советской дружбы» (КНР)

## Память

Памятник маршалу Неделину в городе Байконуре

- памятник-бюст М. И. Неделину установлен в городе Байконуре;
- памятник-бюст М. И. Неделину установлен в городе Борисоглебске;
- памятник М. И. Неделину установлен на территории военной академии РВСН имени Петра Великого в Балашихе;
- памятник "НЕДЕЛИН Митрофан Иванович" установлен в 1976 году на территории Ростовского высшего командно-инженерного училища им. Главного маршала артиллерии Неделина М.И. (ныне территория 183 Учебного центра МО РФ). При строительстве памятника использовалась авторская копия бюста скульптора А.С. Аллахвердянца - автора памятника в городе Борисоглебске.
- памятник М. И. Неделину установлен на территории парка «Патриот» ЗАТО Озёрного;
- памятник М. И. Неделину установлен в городе Балашихе (2020 г.)[15];
- мемориал погибшим при поведении специальных работ установлен на 41-й площадке 2-го инженерно-испытательного управления полигона Байконура;
- памятник М. И. Неделину установлен в 2019 году в городе Одинцове Московской области[16];
- министерством обороны России учреждён знак отличия — медаль «Главный маршал артиллерии Неделин»[17][18];
- именем маршала названы улицы городов и посёлков: Москвы, Липецка, Щёлкова-7 (военный городок), Одинцова, Воронежа (Ленинский район), Мирного (Архангельская область), Одессы, Днепра, Знаменска, Байконура, Углегорска, Тейково, Первомайска Николаевской области Украины, Нальчика, ЗАТО Свободного (Свердловская область), ЗАТО п. Солнечного (Красноярский край), Борисоглебска;
- на здании СОШ № 9 имени М. И. Неделина (город Одинцово Московской области) установлена памятная доска;
- Ростовский военный институт ракетных войск имени главного маршала артиллерии Неделина М. И.;
- имя «Маршал Неделин» носил корабль измерительного комплекса Тихоокеанского флота[19][20];
- блиндаж Неделина — один из командно-наблюдательных пунктов на 232-м общевойсковом полигоне около города Яворова (Украина);
- на здании СОШ № 15 в городе Липецке установлена памятная доска;
- Байконурский электрорадиотехнический техникум носит имя М. И. Неделина[21];
- на здании МБОУ БГО Борисоглебской СОШ № 5 в городе Борисоглебске Воронежской области установлена мемориальная доска[22];
- в Борисоглебске, на доме, в котором жил М. И. Неделин установлена памятная доска;
- граффити на стене дома по улице маршала Неделина в Москве[23];
- ежегодно в день ракетных войск и артиллерии ветераны и военачальники ракетных войск и артиллерии вооружённых сил России возлагают венки к урне с прахом Митрофана Неделина у кремлёвской стены[24];
- улица подмосковной Балашихи, где расположена военная академия РВСН, носит имя М. И. Неделина[25]. На территории этого учебного заведения М. И. Неделину открыт памятник[26];
- в микрорайоне Владычная слобода подмосковного Серпухова[27] 12 июня 2020 года был открыт сквер в честь главного маршала артиллерии Неделина.

## В кинематографе

#### Документальное кино
- Л. Млечин. Советский космос: Четыре короля (2012 г.).
- Документальный фильм «Тайны века. Байконур. Сгоревшие заживо»[28].

#### Художественное кино
- В телесериале «Битва за космос» (2005 г.; Россия — США — ФРГ — Британия), посвящённом соперничеству СССР и США в космической гонке, роль Митрофана Неделина исполнил британский актёр Тим Вудвард[англ.].